# Набига аз-Зубьяни
Зия́д ибн Муа́вия (араб. زياد بن معاوية‎), более известный как ан-На́бига аз-Зубья́ни (устар. Зобъянский, النابغة الذبياني‎; род. ок. 535 — ум. ок. 604) — арабский придворный поэт, стихотворения которого часто причисляются к муаллакам. Один из последних поэтов доисламского периода.

## Жизнеописание
Ан-Набига происходил из арабского племени бану зубьян, обитавшего в районе неподалёку от Мекки, но сам поэт постоянно жил при дворе арабских христианских князей — Гассанидов и Лахмидов, и часто слагал им панегирики. В столице Лахмидов Хире ан-Набига пребывал во времена правления аль-Мунзира III и его преемника Амра III. Затем он отправился к Гассанидам и вернулся в Хиру уже при царе ан-Нумане III. Из-за некоторых стихов о царице ан-Набига был вынужден податься в бега и смог вернуться к Лахмидам около 600 года. Спустя около 5 лет после смерти ан-Нумана III поэт вернулся в своё родное племя.
На ярмарке Указ (между Нахлой и Эт-Таифом) для ан-Набиги ежегодно ставили палатку из овечьих кож; там он являлся судьёй в поэтических состязаниях, и лучшие поэты старались снискать его одобрение.
Дата смерти ан-Набиги неизвестна, но, вероятнее всего, он не застал появления религии ислам.

## Критика
Большая часть произведений ан-Набиги являются панегириками и сатирой и посвящены распрям между Гассанидами и Лахмидами, между племенами бану абс и бану зубьян. По выражению арабов, «язык Набиги роскошен, и стих его течёт не прерываясь». Даже халиф Умар (634—644), который не был любителем поэзии, восхищался произведениями немусульманина Набиги.
В картинах пустыни и кочевой бедуинской жизни выражается как автор-горожанин.

## Издания и переводы
«Диван» (сборник лирики) Набиги аз-Зубьяни с французским переводом был издан арабистом Деренбургом в 1869 году по редакции аль-Асмаи (ок. 740 — ок. 828) в парижском «Journal asiatique», затем в 1899 году там же по редакции ас-Суккари (IX век).

### Русские переводы
- 1830 — стихотворная переделка преподавателя арабского языка М. А. Коркунова «Чертог Майи» («Московский вестник» 1830)[6];
- 1882 — одна касыда в «Истории арабской литературы» Холмогорова[7].
- 1897 — выдержки из редакции ас-Суккари, с русским переводом, дал барон Д. Гинцбург в юбилейном сборнике учеников барона Р. Розена (СПб.)[5].
- 1912 — подражание одной из касыд — стих Валерия Брюсова «Из арабской лирики».